# 明沙十里
明沙十里（：／ Myeongsasimri）位於朝鮮民主主義人民共和國的江原道之元山市的葛麻半島之東南海岸。它是長約10多里的白沙灘，屬朝鮮東海岸的著名海水浴場。周邊生長著海松等針葉樹及柞樹，在海棠花盛開的季節，與朝鮮東海之碧綠波浪互相輝映。
它的觀光高峰期在春季、夏季及秋季，遊人絡繹不絕，除了朝鮮本地的觀光客外，尚有許多外國觀光客來暢泳。